# Synagoge (Jebenhausen)

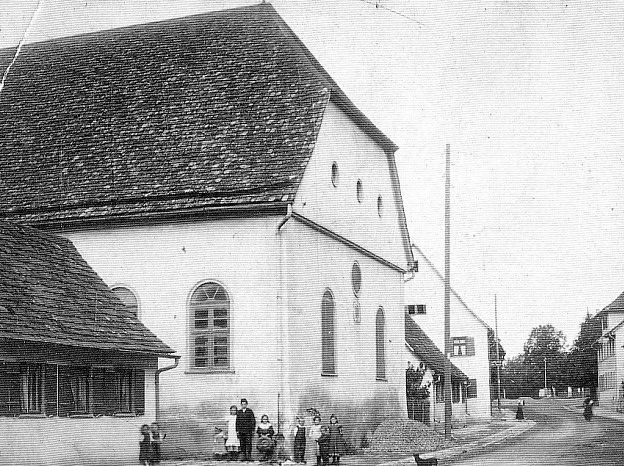
Synagoge in Jebenhausen, um 1900

Die Synagoge in Jebenhausen, einem Stadtteil von Göppingen in Baden-Württemberg, wurde 1803/04 errichtet. Die Synagoge stand in der Boller Straße.

## Geschichte
Im Jahr 1862 fand unter Leitung des Stadtbaumeisters Schmohl aus Göppingen eine Neugestaltung des Innen- und Außenbereiches statt. Im Laufe der zweiten Hälfte des 19. Jahrhunderts verzogen fast alle jüdischen Gemeindeglieder in die Städte. Am 31. Dezember 1899 wurde der letzte Gottesdienst in der Synagoge gefeiert. Das Synagogengebäude wurde zunächst als Lager einer jüdischen Firma verwendet und schließlich 1905 abgerissen.